# Soon-Yi Previn
 (avril 2019).
Si vous disposez d'ouvrages ou d'articles de référence ou si vous connaissez des sites web de qualité traitant du thème abordé ici, merci de compléter l'article en donnant les références utiles à sa vérifiabilité et en les liant à la section « Notes et références ».
Pour les articles homonymes, voir Previn.
Soon-Yi Previn (en coréen : 순이 프레빈) est une personnalité américaine, née en Corée du Sud le 8 octobre 1970. Elle est la fille adoptive de l'actrice Mia Farrow et du chef d'orchestre André Previn.
Soon-Yi Previn est connue du grand public lorsqu'il a été révélé en 1992 qu'elle entretenait une liaison avec Woody Allen, alors que celui-ci était le compagnon de sa mère adoptive Mia Farrow depuis 1979. Elle était alors âgée de 22 ans et lui de 57 ans. Ils se sont finalement mariés à Venise le 23 décembre 1997 ; ils ont deux filles adoptives, Bechet et Manzie Tio, ainsi appelées en hommage aux musiciens de jazz Sidney Bechet et Manzie Johnson.

## Filmographie
Sauf indication contraire, les informations mentionnées dans cette section peuvent être confirmées par la base de données cinématographiques IMDb,  présente dans la section « Liens externes ».
Elle a joué de petits rôles dans quelques films :
- 1986 : Hannah et ses sœurs de Woody Allen : une invitée de Thanksgiving
- 1991 : Scènes de ménage dans un centre commercial de Paul Mazursky : une femme dans la file d'attente du centre commercial
- 1994 : Wild America[Quoi ?][1]
- 1998 : Wild Man Blues[réf. nécessaire]

## Dans la culture
En 1995, l'actrice Grace Una a interprété le rôle de Soon-Yi Previn dans un téléfilm biographique sur Mia Farrow intitulé Love and Betrayal: The Mia Farrow Story.